# 朴一禹
朴一禹（韓語：박일우，1904年—1955年），曾用名王巍、王魏、朴一宇，朝鮮政治人物及共產主義者，延安派之一，後來被金日成處死？

## 生平
原籍平安道，生於間島附近一个贫农家庭。1930年代初在延边龙井中学任教并加入中国共产党。1931年“九一八事变”后流亡关内。1936年左右，王巍在北京南口的（铁路）扶轮小学任体育教员。七七事变后，1937年冬天参加了平西第一游击支队。1938年1月，王巍到晋察冀军区，3月20日随邓华支队（独立师暨第一军分区政委邓华率领第三团由涞源县入境，经过金水口、泡儿上、大河南）返回平西开辟根据地，1938年4月王巍担任敌后抗日根据地宣（化）涿（鹿）怀（来）联合县政府县长。县长王巍在大会上发表就职讲演，号召各界人士团结起来，保卫家乡，保卫祖国，打败日本侵略者。1938年5月27日，又随宋 (时轮)邓 (华)的八路军第四纵队去冀东，担任纵队敌军科科长。1938年7月参加冀东抗日大暴动，任蓟县抗日民主政府县长。1938年10月，邓华支队为开辟新区工作，由王巍任政治工作团团长，在涞水县王各庄村组建了涞涿联合县抗日战地动员委员会。1939年春，房（山）涞涿联合办事处举办“青壮年知识分子训练班”， 集训三个星期，县长王巍亲自给学员讲“抗日民族统一战线”、毛泽东《论持久战》等，指导理论学习，请部队首长讲军事课，请文化教员讲业务课等。1940年3月，王巍任涞涿联合县办事处主任（即县长），办事处由王各庄转移到龙安村。1940年6月，冀热察区党委决定，将涞涿工委改称中共涞涿县委员会，同时办事处改称涞涿县抗日民主政府，王野舟任县委书记，王巍任县长，辖六个区，涞水平原境内有四个区，涿县平原两个区。涞涿县委、县政府由龙安转移到黄安村。王巍为人忠厚老实，作战非常勇敢。1942年7月，赴太行山抗日革命根据地参与创建朝鲜独立同盟和朝鲜义勇军，任朝鲜独立同盟中央常务委员、朝鲜义勇军副司令。后赴延安，在中共中央党校学习。1945年2月兼任朝鲜革命军政学校副校长，期间担任陕甘宁边区政府的参议员，是1945年中国共产党第七次大會的候补代表并发言。
1945年8月10日，奉八路军总司令朱德命令开赴东北。1945年11月朝鲜义勇军在沈阳郊区重新整编，任朝鲜义勇军副司令兼政治委员、第五支队政治委员，开赴延边地区，参加了创建东满根据地的工作，期间于1945年12月－1946年3月任中共延边地委委员。1946年3月，根据东北局《关于朝鲜义勇军暂编方案》，他与朴孝三等奉命率领朝鲜义勇军骨干2000人回国。
当选朝鲜劳动党中央政治委员会委员（到1953年8月朝鲜劳动党二届六中全会上被免去），担任中央干部部部长。1947年2月任朝鲜人民委员会内务局长。当选为第一届最高人民会议议员，出任朝鲜民主主义人民共和国内阁副首相兼内务省相（1948年9月－1953年3月），被授予中将军衔。
1950年6月朝鲜战争爆发，出任中央军事委员会委员和中国人民志愿军副司令员兼副政治委员、中国人民志愿军委员会副书记（实际未到任），11月任朝鲜人民军前线司令部副司令官（1950.11－1952.2），12月任中国人民志愿军和朝鲜人民军联合司令部（中朝联司）副政治委员（1950.12－1952.2）。
1951年金日成以“平壤失守”和“作战不力”为由解除了延安派势力最大的人物、民族保卫省副相兼人民军炮兵司令武亭的职务。被认为是毛泽东个人代表的内务相朴一禹在1953年2月所任的中朝军队联合司令部副政委一职被崔庸健取代，3月朝鲜内阁改选时也被解除内阁内务相职务，改任递信相（邮政部长），8月朝鲜劳动党二届六中全会上在清洗朴宪永集团后又被免去中央政治委员会委员职务。1955年4月的朝鲜劳动党二届十六中全会上，金日成公开宣布朴一禹作为“反党宗派分子”，被开除出党，撤销党内外一切职务（崔庸健替代了他的位置）。最后被金日成处死。